# Liujiaxia
Liujiaxia (kinesiska: 刘家峡) är en köping i nordvästra Kina. Den ligger i Yongjing härad i den autonoma prefekturen Linxia för hui-folket i provinsen Gansu, omkring 45 kilometer väster om provinshuvudstaden Lanzhou. 